# Борачки крш
Борачки крш је редак рељефни феномен и узвишење односно део угашеног вулкана, у оквиру Рудничког масива, који је настао пре око 20 милиона година, а чини га низ стена велике чврстине и постојаности. Због своје карактеристичне боје и светлуцавих делова, Борачки камен користи се као украсни камен у грађевинарству. Његов највиши врх се налази на 515 m нмв.
Борачки крш одлуком Владе Републике Србије 2019. године је проглашен спомеником природе. Њиме ће управљати Србијашуме. Овде се налазила тврђава Борач на Кршу.

## Галерија
- Поглед од цркве Св. Арханђела
- Поглед из Колаковића авлије
- Поглед од цркве Св. Арханђела